# La famiglia Brady
La famiglia Brady (The Brady Bunch) è una sitcom statunitense, creata da Sherwood Schwartz e con protagonisti Robert Reed, Florence Henderson e Ann B. Davis. La serie ruota intorno alle vicende di una numerosa famiglia allargata. La serie fu originariamente trasmessa dal 26 settembre 1969 all'8 marzo 1974 dalla ABC ed in seguito trasmessa in tutto il mondo.

## Trama
Mike Brady, un architetto vedovo con tre figli Greg, Peter e Bobby, sposa Carol Martin (cognome da nubile Tyler), le cui figlie sono Marcia, Jan e Cindy. La moglie e le figlie prendono il cognome Brady. Il produttore Schwartz voleva che Carol fosse una donna divorziata ma il network si oppose. Un compromesso fu raggiunto nel momento in cui si decise di non dare alcun dettaglio su come il primo matrimonio di Carol fosse finito. La famiglia allargata, Alice, la governante di Mike e Tiger, il cane dei ragazzi si trasferiscono a vivere in una grande casa a due piani disegnata da Mike. La località in cui si trova la casa non viene mai specificata nella serie, ma alcuni indizi suggeriscono che possa essere nella California meridionale.
Il fatto che si tratti di una famiglia allargata viene comunicato al pubblico già dalla sigla iniziale. E infatti, nella prima stagione della serie, gran parte degli episodi ruotano intorno ai problemi che i componenti della famiglia devono affrontare per adattarsi alla loro nuova situazione, contemporaneamente facendo il possibile per diventare un gruppo. Altri temi ricorrenti sono i problemi tipici dell'infanzia come la rivalità e le liti e della pubertà, come la responsabilità ed i cambiamenti.
Dalla seconda stagione i problemi legati alla nuova situazione familiare tendono a scemare, benché siano a volte citati più che altro come fonte di qualche gag umoristica. In due episodi della terza stagione (Not So Rose Colored Glasses e Jan's Aunt Jenny) viene ricordato che Mike e Carol sono sposati da tre anni, mentre nell'episodio Kelly's Kids dell'ultima stagione viene esplicitamente fatto riferimento al fatto che Mike abbia adottato le figlie di Carol, e Carol abbia adottato i figli di Mike.

## Personaggi e interpreti
- Michael Paul "Mike" Brady, interpretato da Robert Reed, doppiato da Gino La Monica.
È il padre della famiglia Brady ed è un architetto vedovo. Ha un forte senso della moralità, dell'integrità e dell'etica. Ha adottato le figlie della sua seconda moglie Carol.
- Caroline "Carol" Ann Brady, nata Tyler, interpretata da Florence Henderson.
È la moglie di Mike Brady. All'inizio della serie è una casalinga, ma in seguito inizierà a lavorare come agente immobiliare. Ama cantare nel coro della chiesa.
- Gregory "Greg" Brady, interpretato da Barry Williams.
È il più grande dei figli Brady. Greg è uno studente della Westdale High School che gioca a football americano, suona la chitarra, pratica surf ed aspira a diventare un cantante. Greg diventerà un ostetrico, sposerà la fidanzata Nora ed avranno un figlio di nome Kevin.
- Marcia Brady, interpretata da Maureen McCormick.
È la più grande fra le figlie di Carol. Marcia è una ragazza matura ed una studentessa molto popolare presso la Westdale High School. Sposerà Wally Logan.
- Peter Brady, interpretato da Christopher Knight.
È il secondo figlio di Mike. È il più confusionario della famiglia.
- Jan Brady, interpretata da Eve Plumb.
È la seconda figlia di Carol. È molto insicura ed è spesso invidiosa della sorella Marcia. Sposerà il suo giovane professore universitario Phillip Covington.
- Robert "Bobby" Brady, interpretato da Mike Lookinland.
È il più giovane dei figli di Mike ed è un ragazzino molto maturo per la sua età, persino precoce. Diventerà un pilota automobilistico e sposerà Tracy, un'infermiera che si era presa cura di lui dopo un incidente.
- Cynthia "Cindy" Brady, interpretata da Susan Olsen.
È la più giovane della famiglia Brady ed è una ragazzina ingenua che sogna di diventare una celebrità. Sposerà un vedovo di quindici anni più grande di lei ed avrà due figli.
- Alice Nelson, interpretata da Ann B. Davis.
È la governante di casa Brady. Era la governante di Mike Brady e della sua defunta moglie in passato, ed ha scelto di prendersi cura anche di Carol e delle sue figlie. Ha un fidanzato, Sam Franklin, che lavora come macellaio.

## Episodi
| Stagione         | Episodi | Prima TV USA | Prima TV Italia |
| ---------------- | ------- | ------------ | --------------- |
| Prima stagione   | 25      | 1969-1970    |                 |
| Seconda stagione | 24      | 1970-1971    |                 |
| Terza stagione   | 23      | 1971-1972    |                 |
| Quarta stagione  | 22      | 1972-1973    |                 |
| Quinta stagione  | 22      | 1973-1974    |                 |

## Distribuzione
La serie venne trasmessa originariamente in cinque stagioni dal 26 settembre 1969 all'8 marzo 1974 su ABC.

### Edizione italiana
Nei primi anni settanta, la Rai stipulò con la Paramount Television un accordo per la trasmissione di una selezione di soli 8 episodi della serie, che poterono andare in onda un'unica volta con il titolo Album di famiglia, dal 27 aprile al 15 giugno 1973 sul Programma Nazionale, oggi Rai 1. Ciononostante, questa prima edizione in lingua italiana fu replicata negli anni a seguire sulle reti svizzere e istriane.
Anni dopo la prima trasmissione in Italia, la Rai riacquistò nuovamente i diritti della serie, che iniziò a trasmettere regolarmente dall'11 marzo 1987 con il titolo più fedele all'originale La famiglia Brady su Rai Uno e successivamente su Rai Tre.
In seguito la serie fu acquistata dalla Fininvest che la replicò a ripetizione dal 9 luglio 1990, prima su Italia 1 e poi dal 5 gennaio 1991 su Canale 5.

## Spin off e special
- 1971 - Kelly's Kids doveva essere uno spin off della serie con protagonisti i vicini di casa dei Brady, Ken e Cathy Kelly, e un episodio dell'ultima stagione de La famiglia Brady sarebbe stato l'episodio pilota di questa nuova serie. Il progetto non fu mai realizzato, ma da quella premessa nacque la sitcom Together We Stand del 1986.
- 1972 - The Brady Kids è una serie televisiva animata prodotta dalla Filmation ed in onda sulla ABC dal 1972 al 1974 per ventidue episodi. La serie a cartoni animati segue le avventure dei sei ragazzi Brady.
- 1977 - The Brady Bunch Hour, show televisivo della durata di un'ora con protagonisti gli attori della serie, ad eccezione di Eve Plumb che non volle prendere parte al progetto e fu sostituita da Geri Reischl. Lo show fu cancellato dopo nove episodi.
- 1981 - The Brady Brides è un film per la televisione a cui parteciparono tutti gli attori della serie originale. Il film racconta cosa è accaduto a tutti i personaggi della serie che si rincontrano in occasione del doppio matrimonio di Jan e Marcia.
- 1988 - A Very Brady Christmas. Secondo film-reunion del cast originale della serie. Non vi partecipò soltanto Susan Olsen, ed il suo ruolo fu interpretato da Jennifer Runyon. Il film ebbe un successo tale da rinnovare il successo della serie e buttare le basi per The Bradys.
- 1990 - The Bradys è una miniserie televisiva di sei episodi. La serie riprende tanto gli elementi della serie originale, che quelli di The Brady Brides. Maureen McCormick non partecipò al progetto, ed il suo posto fu preso da Leah Ayres.
- 1995 - La famiglia Brady (The Brady Bunch Movie), film remake/parodia basato sui personaggi della serie.